# 3-ヒドロキシフラボン
3-ヒドロキシフラボン（3-hydroxyflavone）は、有機化合物の一つ。合成化合物であり、天然の植物には含まれていない。分子内励起状態プロトン移動 (ESIPT) 効果を有するため、膜や膜間タンパク質の研究のための蛍光プローブとして用いられる。緑色の互変異性体放出（λmax ≈ 524 nm）と青紫色の通常放出（λmax ≈ 400 nm）は、3-ヒドロキシフラボン分子の2つの異なる基底状態が由来である。この現象は天然のフラボノールでも存在する。

## 合成
アルガー・フリン・大山田反応はカルコンの酸化的環化によりフラボノールを形成する化学反応である。